# Ramnami Samaj

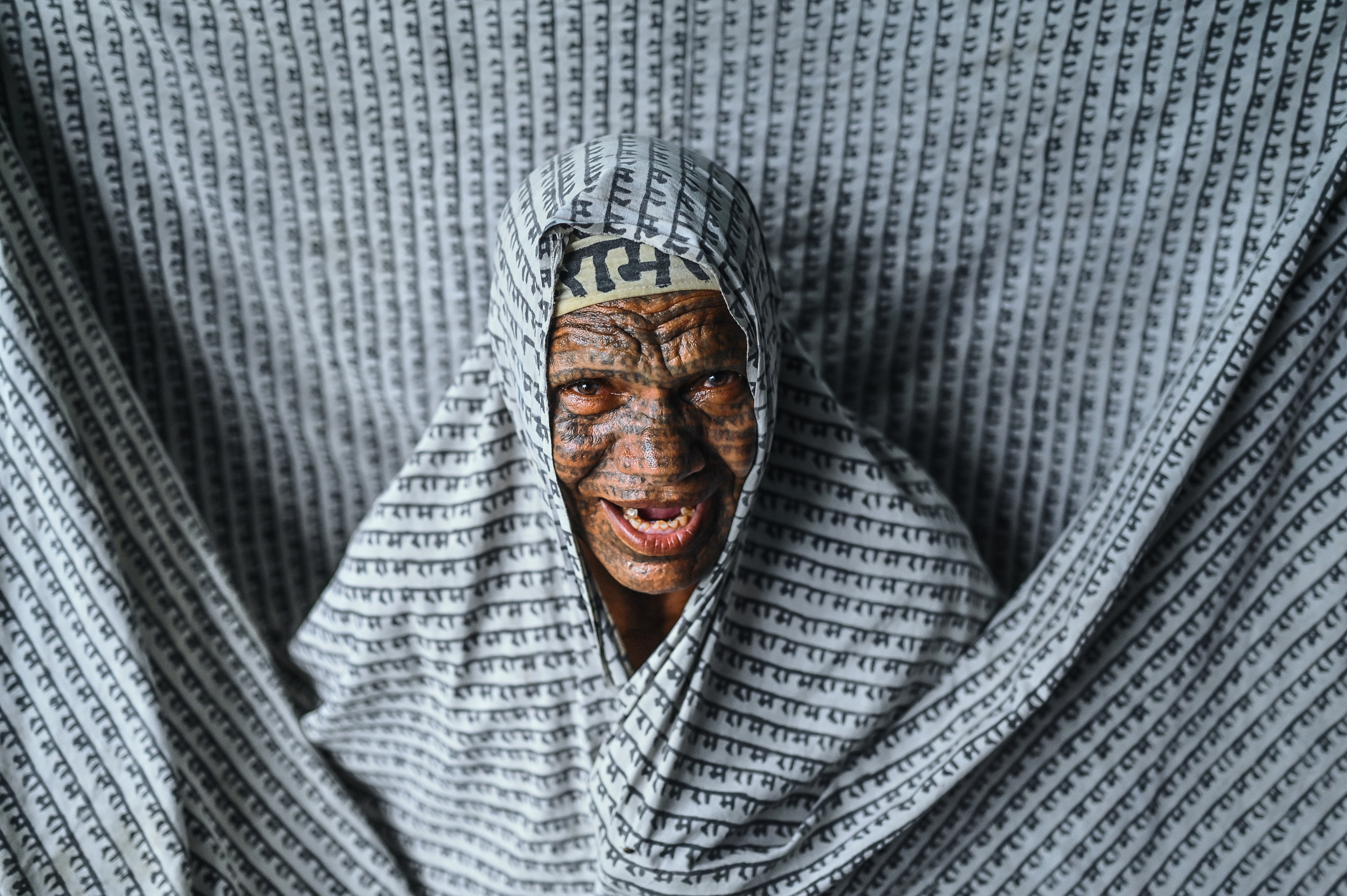
Un membre de Ramnami Samaj. Juillet 2022.

Le Ramnami Samaj (en hindi रामनामी-समाज) est une secte hindoue du Chhattisgarh fondée dans les années 1890 par Parasuram, un villageois chamar, et d'autres dalits révoltés par la pauvreté et la ségrégation causée par leur condition. Rejetant le système de caste, leurs adeptes, les Ramnamis, pratiquent une forme de bhakti, ou de ferveur religieuse, tournée vers Rāma, le septième avatar de Vishnou. En signe de dévotion, ils tatouent le nom de cette divinité sur leur corps entier et psalmodient son nom. Le Ramcharitmanas joue un grand rôle dans leur rituel, et ce depuis la création du mouvement.